# Mount Darby
Mount Darby är ett berg i Antarktis. Det ligger i Östantarktis. Nya Zeeland gör anspråk på området. Toppen på Mount Darby är 1 689 meter över havet, eller 38 meter över den omgivande terrängen. Bredden vid basen är 0,52 km.
Terrängen runt Mount Darby är kuperad åt nordväst, men åt sydost är den bergig. Trakten är obefolkad. Det finns inga samhällen i närheten.